# مولى
مولى جمعه الْمَوَالِي. المصدر: ولي. يأتي بمعنى الحليف والسيد والنصير. كما قد يأتي للتعبير عن الطرف الآخر التابع. فمن الأمثلة على استعمال هذه الكلمة:
- من يتولى الأمور - اللهُ جَلَّ جَلاَلُهُ. {نِعْمَ الْمَوْلَى ونِعْمَ النَّصِيرُ}
- الْمَالِكُ، السَّيِّدُ. «مَوْلاَنَا»: . «هُوَ مَوْلَى نِعْمَتِي» أي: المُنْعِمُ عَلَيَّ.
- عبد - «كَانَ مِنَ الْمَوَالِي» أي: مِنَ العَبِيدِ أو من التابعين أو من المُعتَقين. «مولى بني فلان» أي حليف بني فلان أو كان عبداً وأعتقه بنو فلان، فصار مولاهم وتابعاً لهم.
- المُحِبُّ. «وَجَدْتُ فِيهِ المَوْلَى في السَّرَّاءِ والضَّراءِ» أي: الصاحب، الحليف.
- وقال ابن الأثيرالجزري (المولی) وَهُوَ اسْمٌ يقَع عَلَى جَماعةٍ كَثيِرَة، فَهُوَ الرَّبُّ، والمَالكُ، والسَّيِّد، والمُنْعِم، والمُعْتِقُ، والنَّاصر، والمُحِبّ، والتَّابِع، والجارُ، وابنُ العَمّ، والحَلِيفُ، والعَقيد، والصِّهْر، والعبْد، والمُعْتَقُ، والمُنْعَم عَلَيه.(2)